# 膝
膝（ひざ、knee）は、ヒトなどの動物における脚（足）の関節部の1つで、腿（もも）と脛（すね）を繋ぐ部分である。ヒトの膝の前面を膝頭（ひざがしら）、膝小僧（ひざこぞう）という。後面はひかがみ（膕、引屈）という。
膝は足裏以外では接地することが多い部位である。たとえば踵を挙げ、爪先と膝をついて座る座り方は「跪く」と言い、多くの民族に見られる。爪先を伸ばして足の甲と膝をつくのを正座という。いずれも改まった場、あるいはへりくだった姿勢を示す。這う場合も足裏ではなく膝をつく。転ぶ場合には膝からぶつかることも多い。

## 構造
膝の関節は、「大腿骨と脛骨で作られる関節」と、「大腿骨と膝蓋骨で作られる関節」とで形成される。このうち、大腿骨と脛骨で作られる関節は螺旋関節といわれる1軸性の関節形態を成している。膝関節は、腕における肘関節に対応する。

## 大腿部前面をさす「ひざ」
日本語で膝という場合は、膝頭の上部の大腿部（もも）の前面を含めることがある。欧米の言語には、大腿部前面の座った時に水平になる部分を指す言葉（英語のlap（ラップ）など）があるが、日本語にはそれに1対1に対応する言葉はなく、通常は「膝」という。
膝枕は膝頭ではなく腿を枕のようにすることである。腿の上(lap top)に乗せて使うラップトップパソコンは、日本語では「膝上パソコン」と訳された。

## スポーツでの「ひざ」
- 膝は体重を支える重要な部位だが、負傷するケースも多い。膝が伸びた状態で正面からの衝撃に弱く、体重が過度に重いと膝に負担がかかり障害を起こす。半月板や前十字靭帯の負傷、傷害のケースは多く、腰に次いで直立二足歩行の弊害を大きく受けている箇所である。
- また、横に捻る動作に全く対応していない。格闘技で使用される関節技でヒールホールドというかかとをひねる技があるが、この技は膝靭帯を破壊する危険な技である。
- その反面、曲げた状態で体重を乗せる膝蹴りは膝という鋭利な部位を有効に使えるため重くて硬く、使用頻度が高い。

## 人間以外の動物の「ひざ」
人間以外の動物の付属肢についても、人間の膝に似ている部分は「膝」と称される。
四肢をもつ脊椎動物（四肢動物）、特に四足歩行のものについては、前脚・後脚とも主要な関節部は膝と呼ばれる。ただし、「膝」と称される部分であっても、必ずしも人間の膝に対応（相同）する器官であるとは限らない。例えばウマ・イヌ・鳥類などの後脚で膝のように見える箇所はかかとであり、実際の膝は脚の付け根近くにある。
節足動物の付属肢（関節肢）は脊椎動物のものとは別起源であるが、「膝」の名が付く部分もある。昆虫などの六脚類の歩脚における腿と脛のような2節、いわゆる腿節と脛節を繋いだヒンジ状の関節部分は便宜上「膝」と呼ばれることがある。クモやサソリなどの鋏角類の場合、歩脚などの腿節と脛節の間にもう1つの肢節がある。これは「膝節」といい、英語では脊椎動物の膝蓋骨と同名で「patella」と呼ばれている。ただしこれは分類群により腿もしくは脛のように発達し、とても膝に見えない場合もある。